# Marco Molin
Marco Molin (* 7. Dezember 1758 in Venedig; † 2. April 1818 in Venedig) war von Februar 1817 bis zu seinem Tod für wenig mehr als ein Jahr eingesetzter Bürgermeister (Podestà) des zu jener Zeit österreichischen Venedig. Ihm folgte Francesco Calbo Crotta im Amt.

## Leben

### Herkunft

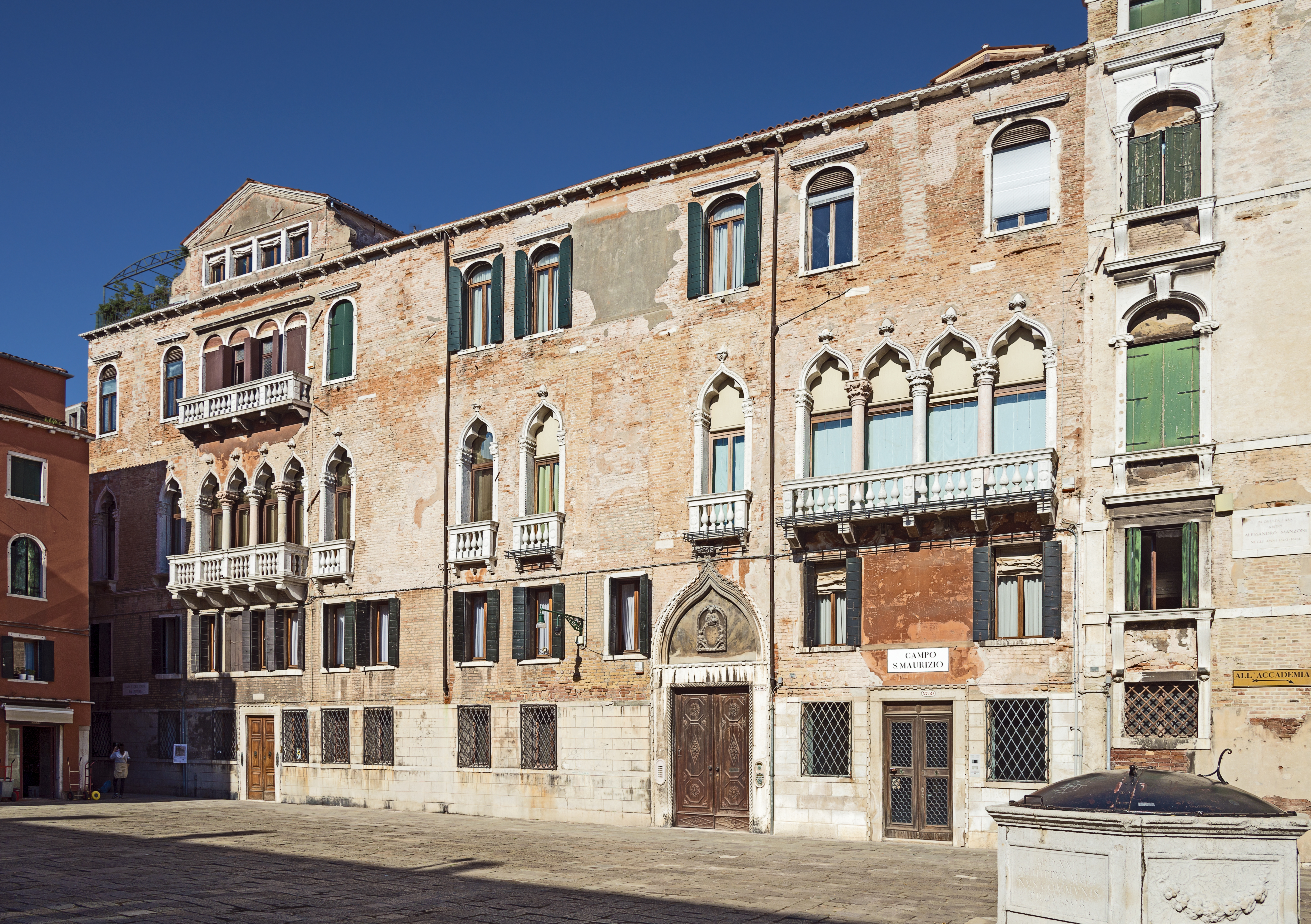
Der Palazzo Molin am Campo San Maurizio

Marco Molin entstammte der adligen Familie Molin. Zugleich war er der letzte Erbe aus diesem Zweig der Familie, die hohes Ansehen genoss, zumal ihr einer der Dogen angehört hatte, nämlich Francesco Molin (1646–1655). Er war Neffe des Kardinals Giovanni Molin. Marco Molin kam als einziger Sohn des Gaetano Ignazio Molin und der Isabella Cappello am 7. Dezember 1758 zur Welt. Er heiratete Antonia Morosini (* 1760), die jedoch bereits 1795 starb.

### Politisches Umfeld
1797 besetzte Napoleon Venedig, das von 1798 bis Ende 1805 an Österreich fiel, um dann wieder bis 1815 an Frankreich zu kommen. Wie die meisten Adligen verlor auch Molin den Zugang zu den öffentlichen Ämtern. Die privaten Vermögen wurden darüber hinaus zur Kriegsfinanzierung herangezogen, so dass viele verarmten. Die Franzosen ließen die Korporationen auflösen, die Zahl der Kirchengemeinden wurde von 70 auf 39 reduziert, die meisten Klöster aufgelöst – insgesamt waren dies 60.
Prinz Heinrich XV. Reuß zu Greiz übernahm für Österreich am 20. April 1814 formal die Stadtregentschaft, Heinrich wurde bis 1816 erster Generalgouverneur von Venedig. Nach dem Ende der napoleonischen Herrschaft reiste Bürgermeister Gradenigo nach Wien, um dem Kaiser die Ergebenheit der Venezianer anzuzeigen.

### Amtszeit

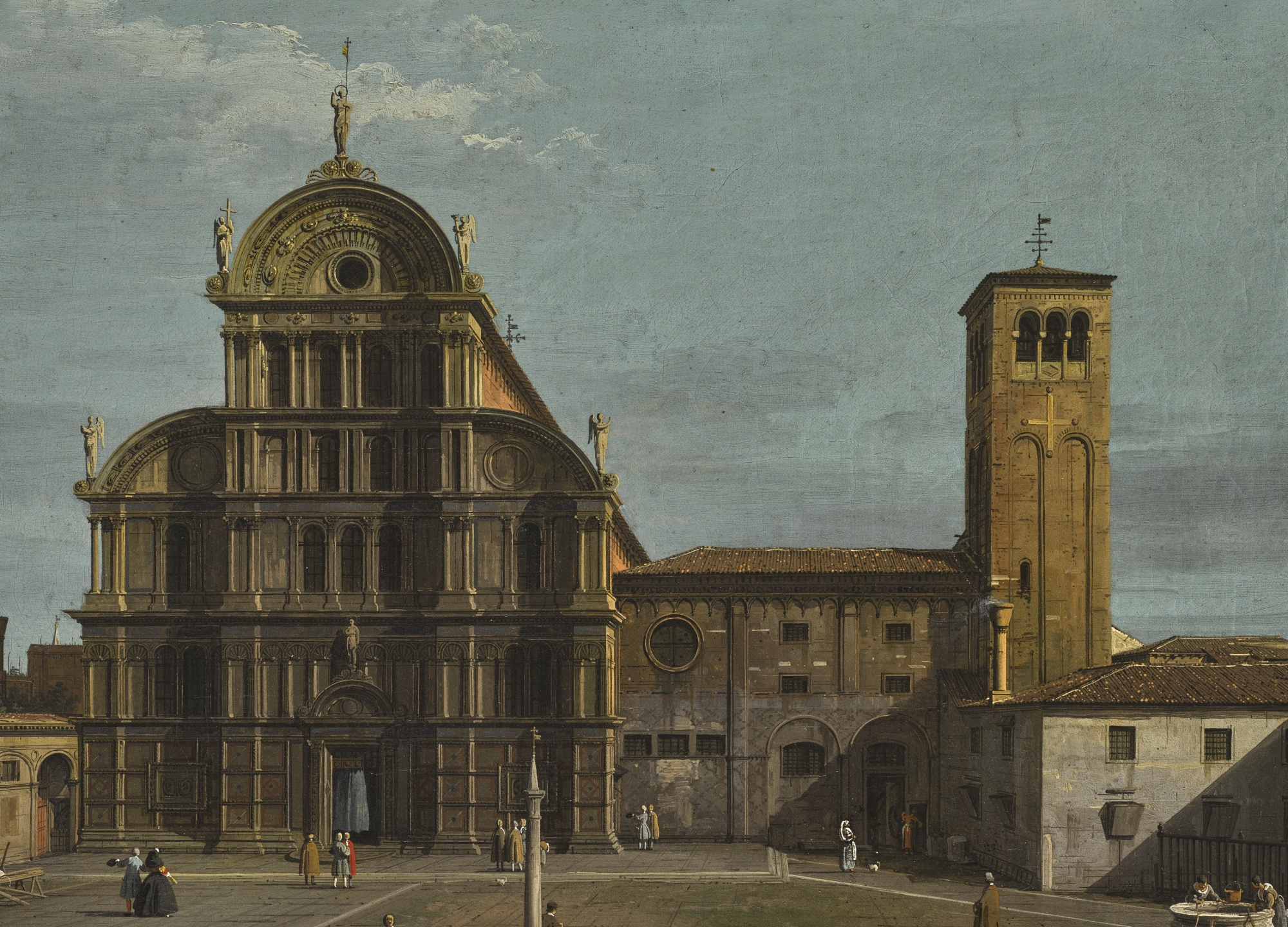
Canaletto: San Zaccaria, Öl auf Leinwand, 47 mal 77,7 cm, Privatsammlung

Nur wenige Amtshandlungen Molins sind überliefert. Mit der Säkularisation des Dominikanerinnenklosters San Zaccaria im Jahr 1810 war auch die dortige Kirche geschlossen worden. Marco Molin sorgte zusammen mit Monsignore Daniele Canal dafür, dass zumindest diese Kirche 1817 wieder geöffnet wurde.